# Mignano (Pieve Santo Stefano)
Mignano è una frazione del comune italiano di Pieve Santo Stefano, nella provincia di Arezzo, in Toscana.
Posizionato su una piccola altura (589 m s.l.m.) in riva destra del torrente Ancione, a 3,2 km dal capoluogo comunale, il nucleo abitativo conserva la struttura originaria del castrum medievale, edificato intorno al suo antico castello, del quale sono ancora ben conservate parti delle strutture.
Si sviluppa da est ad ovest, seguendo la pendenza del terreno, con una serie di edifici, più volte riadattati e restaurati, che si addossano l’uno altro creando un volume unitario e proporzionato. La parete est, impostata sulla roccia, unisce due edifici con prospetto a capanna con un corpo intermedio, nel quale vi sono un’apertura ad arco a sesto acuto e finestre. Su questo è impostato il campanile a vela della chiesa parrocchiale dedicata a Sant'Andrea. Nella parte più alta, all'estremità ovest, culmina in un edificio a torre del XIV secolo e in un cassero.

## Storia

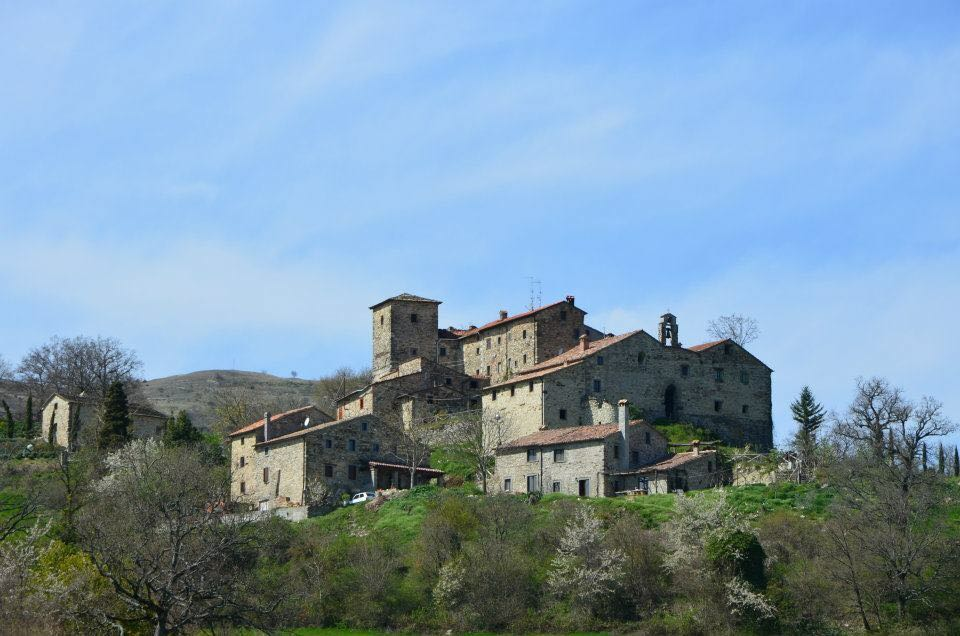
Castello di Mignano

Sulle sue origini romane non esiste una documentazione specifica; il suffisso (-ano) del toponimo ne suggerisce una derivazione latina.
Già possedimento dei conti di Galbino e Montedoglio, alla fine del secolo XI passò in parte tra quelli dell’Abbazia di Dicciano di Caprese (1085), confermati da papa Innocenzo II nel 1133. Il più antico documento che attesta l’esistenza della chiesa curata di S. Andrea de Turre è un atto di visita eseguito dal vescovo castellano Matteo che ne resse la diocesi dal 1229 al 1234. Si contraddistinse con l’epiteto de Turre perché appoggiava per un lato alla torre tuttora in piedi entro il castello. Nel 1343 Piero Tarlati prese il possesso del castello, riconquistato a breve posta dai guelfi aretini che, nel trattato di pace del 1345 con i signori di Pietramala, lo assunsero sotto la propria protezione, pur affidandone la proprietà ai Tarlati. Nel 1385 fu attaccato dai fiorentini in guerra contro Marco Tarlati; nello stesso anno passò a Firenze e i Tarlati poterono conservare i propri possedimenti privati in Mignano.
Nel 1499 il castello venne in parte abbattuto dai fiorentini, perché gli Alfieri Quartacci, che lo possedevano e qui si erano arroccati, si erano alleati coi Veneziani.
Nel 1922 Mignano ha dato i natali a Umberto Betti (1922-2009), cardinale, teologo, rettore della Pontificia Università Lateranense.

## Monumenti e luoghi d'interesse

### Architetture civili
- Il Castello di Mignano, un "castrum" medioevale in gran parte ben conservato, sorge a circa 590 metri d'altezza nella valle Ancione.

### Architetture religiose
La chiesa di Mignano è nota dal 1085; nel secolo XIII assunse la denominazione di Sant'Andrea della Torre. Fu distrutta nel 1499 durante le battaglie tra i veneziani e i fiorentini, e ricostruita come si presenta alla stato attuale. È stata recentemente restaurata.
A Mignano esisteva nel 1256 anche la chiesa dei Santi Vito e Modesto, distrutta nel XVIII secolo.

## Società

### Tradizioni e folclore
Il castello di Mignano è stato teatro della rievocazione storica "Mignano 1499... quasi Milleccinque", con l'allestimento dell'antico borgo medievale, con le sue botteghe, il banchetto contigiano e la rappresentazione della battaglia del 1499 tra le Lance di Montedoglio e l'invasore veneziano asserragliato nel Castello, vinta dai primi a beneficio della Repubblica Fiorentina. 

## Galleria d'immagini

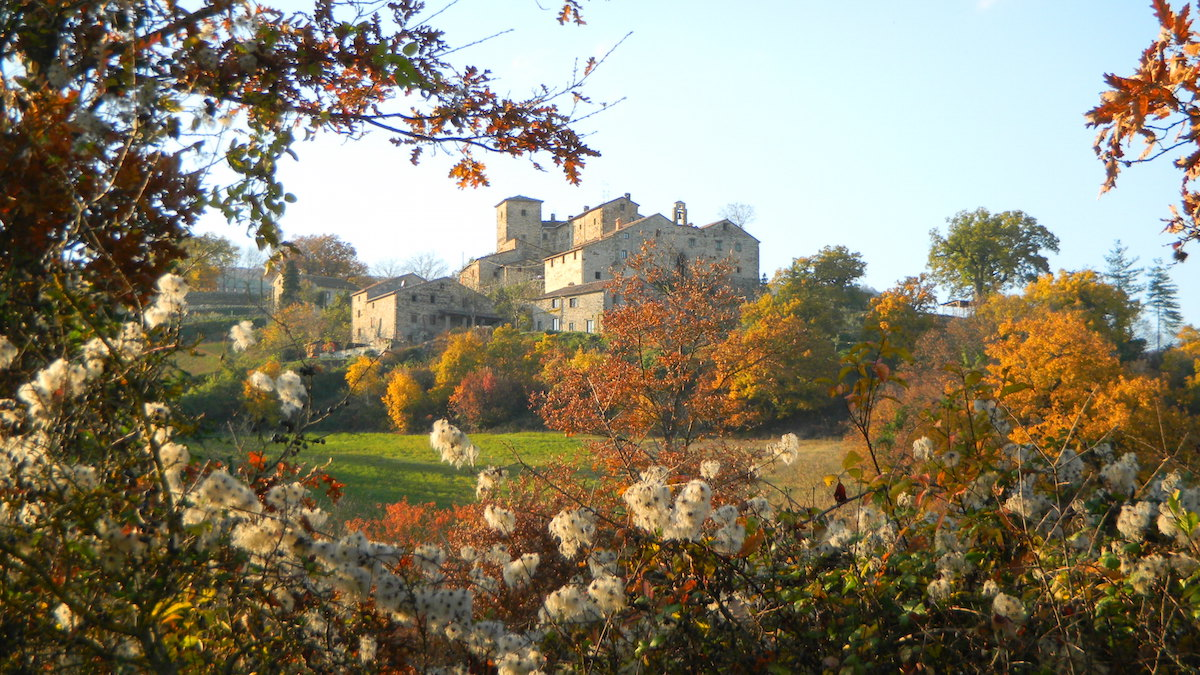
Castello di Mignano dalla vallecola del torrente Ancione
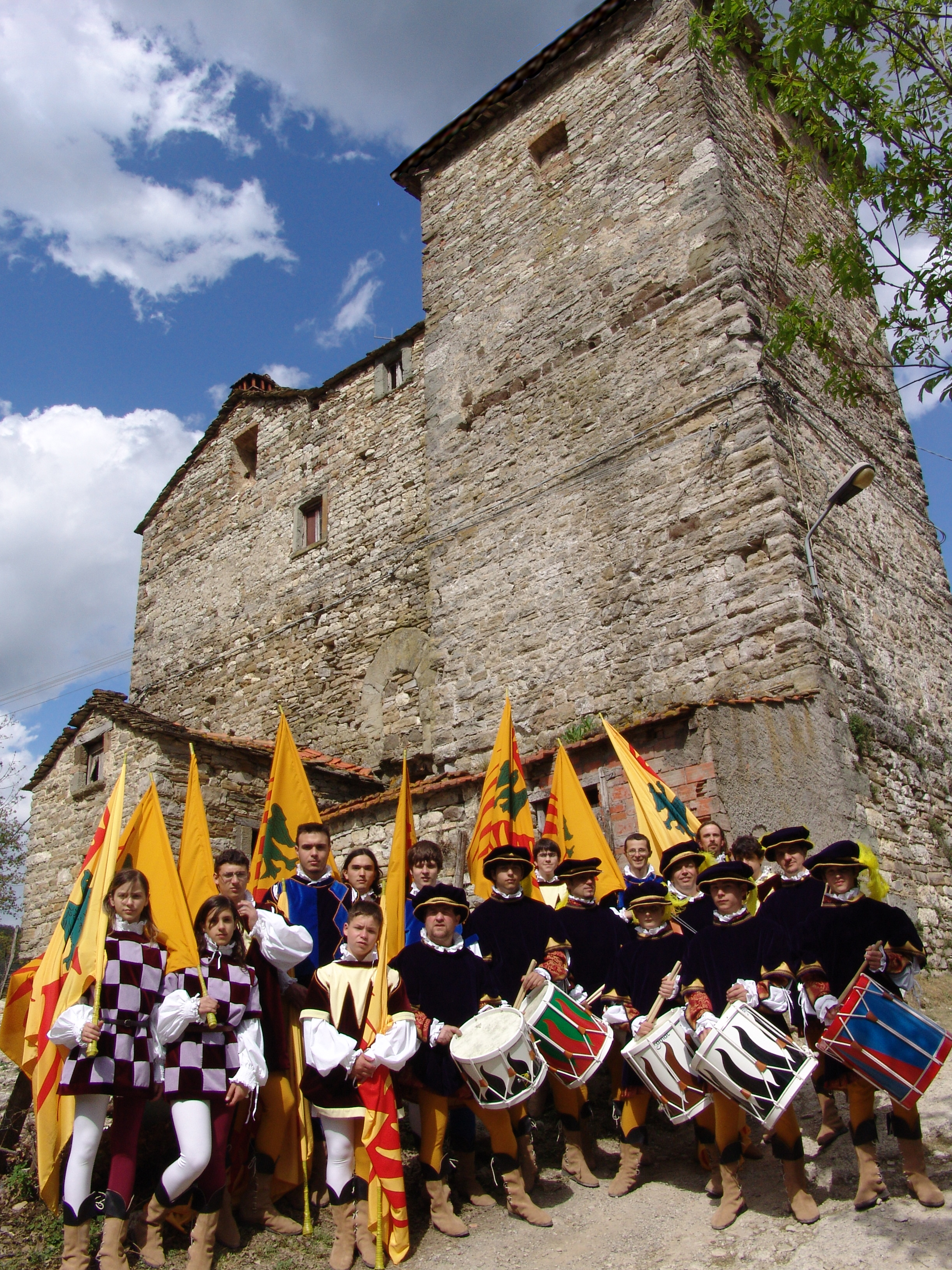
Torre e cassero con Cavalieri di Matilde di Piersimoncione da Montedoglio
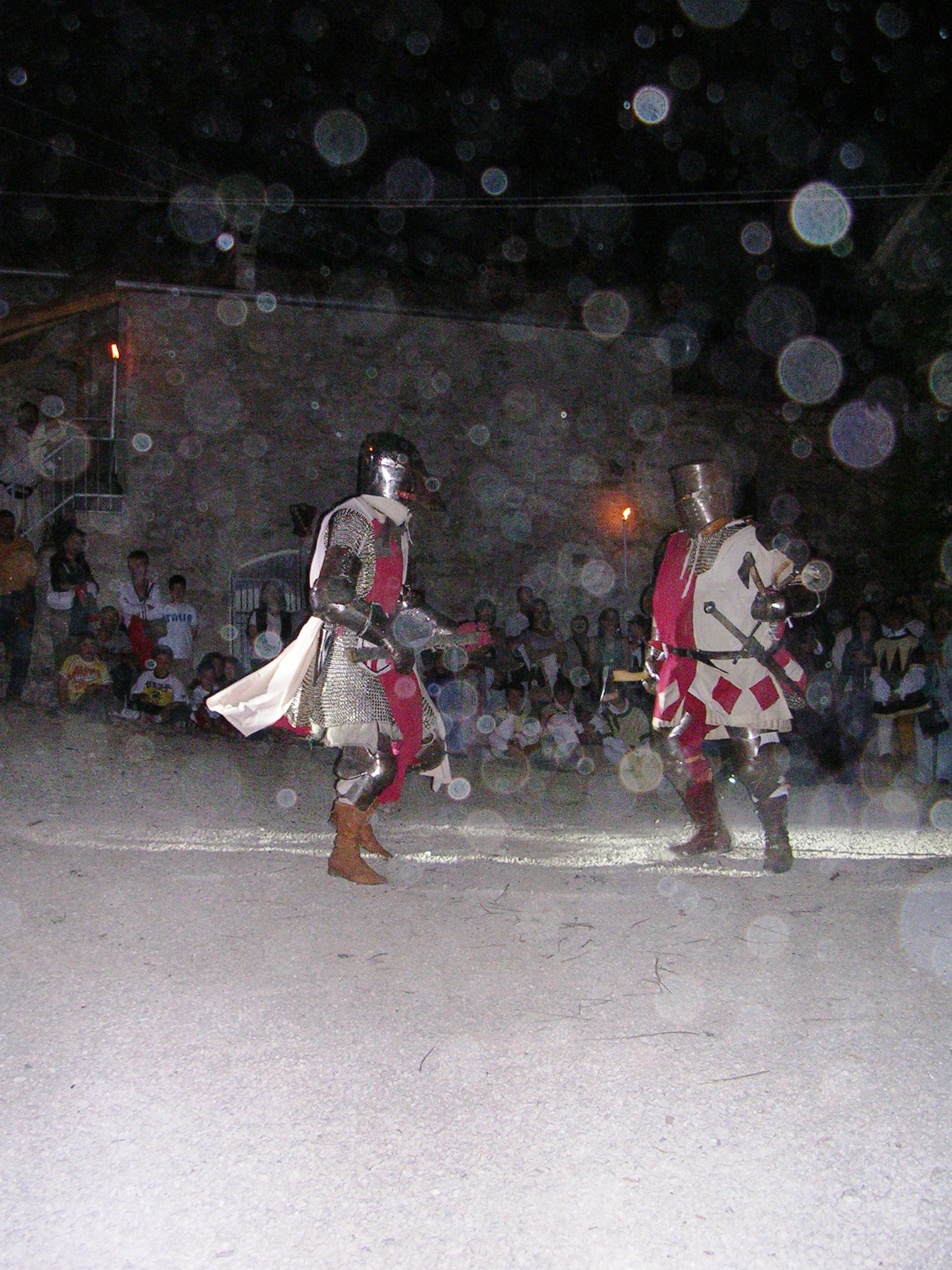
Duello durante la rievocazione storica "Mignano 1499... quasi Milleccinque"
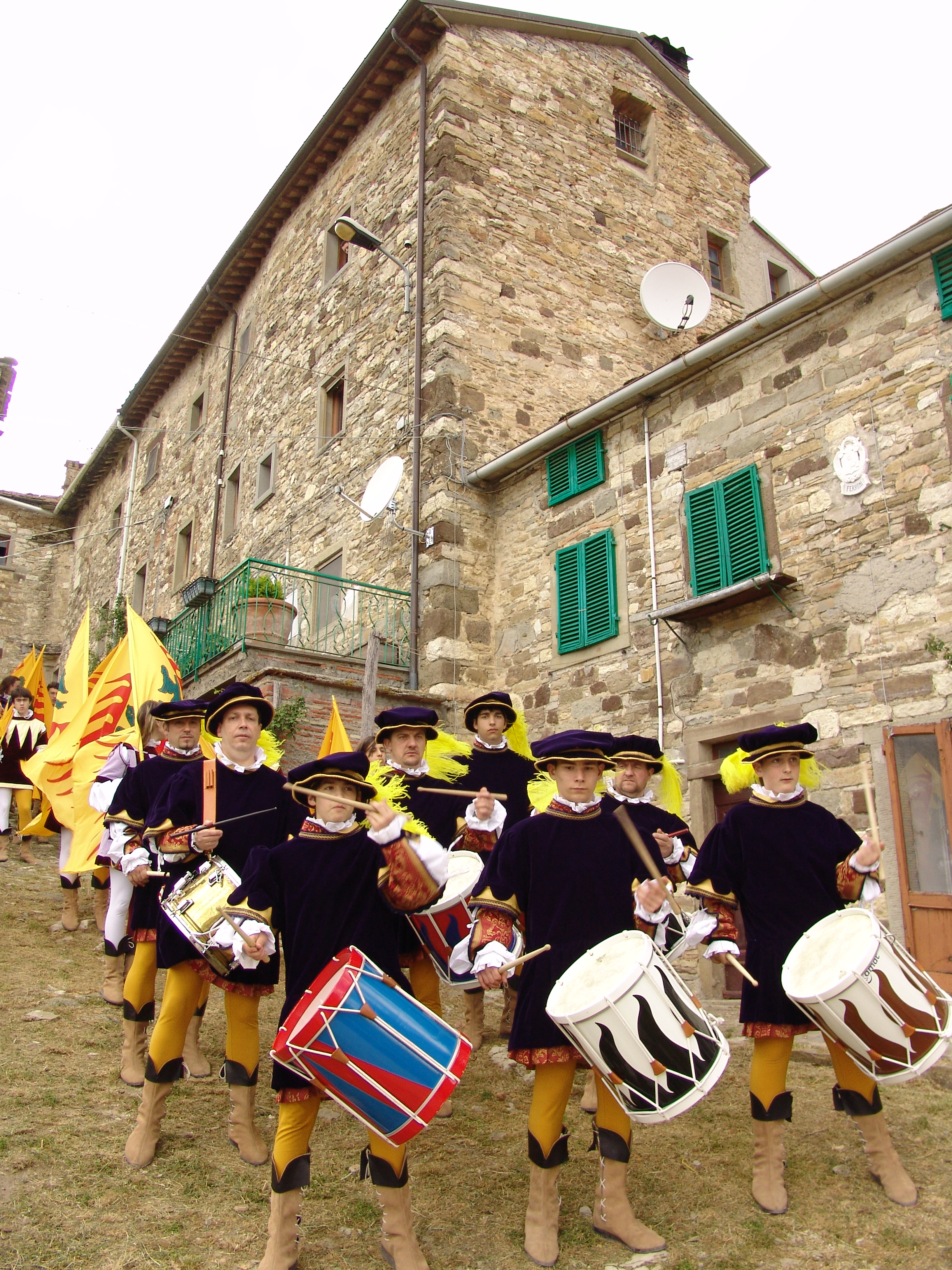
Mignano, Cavalieri di Matilde
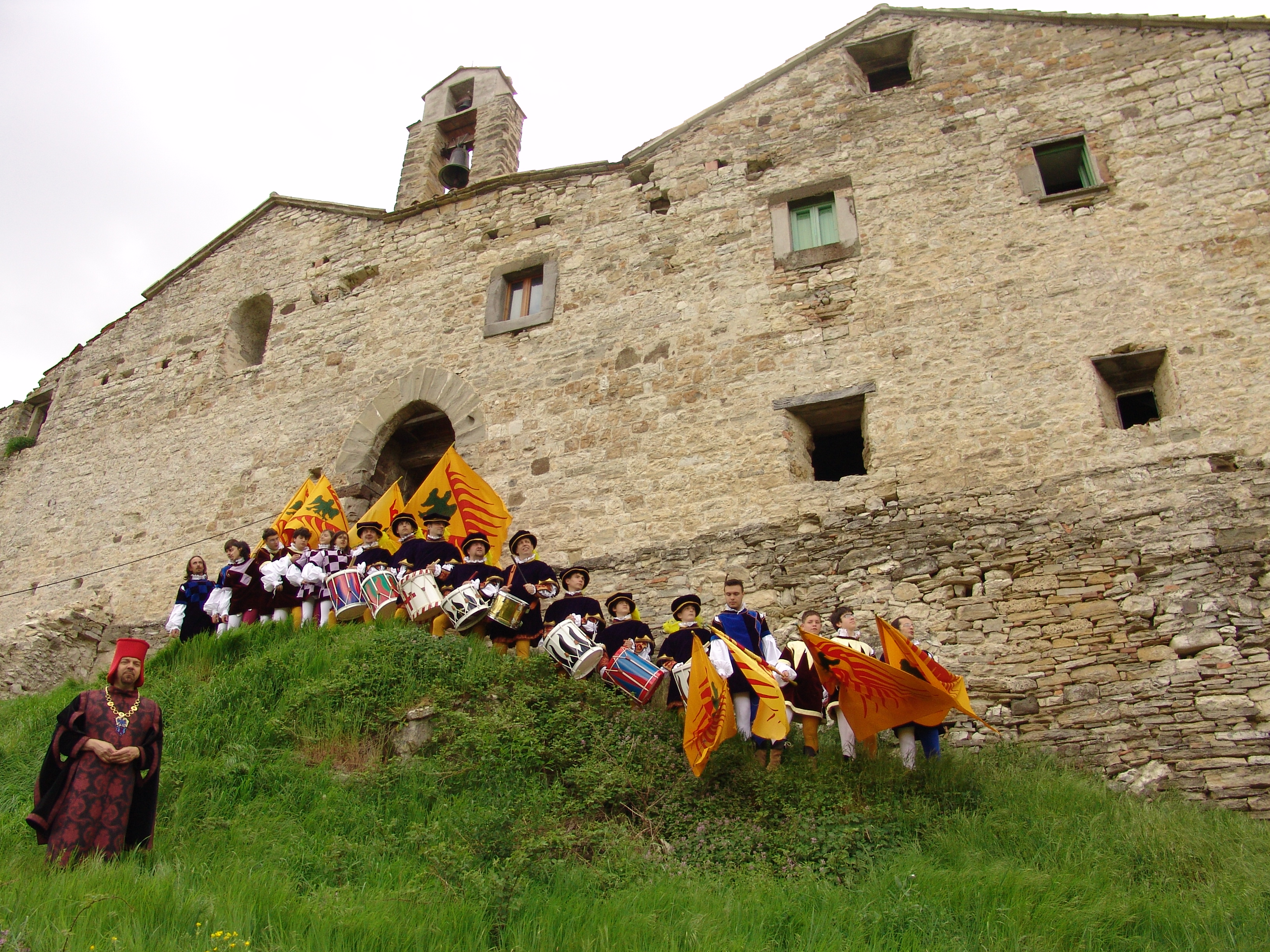
Parete est con Cavalieri di Matilde
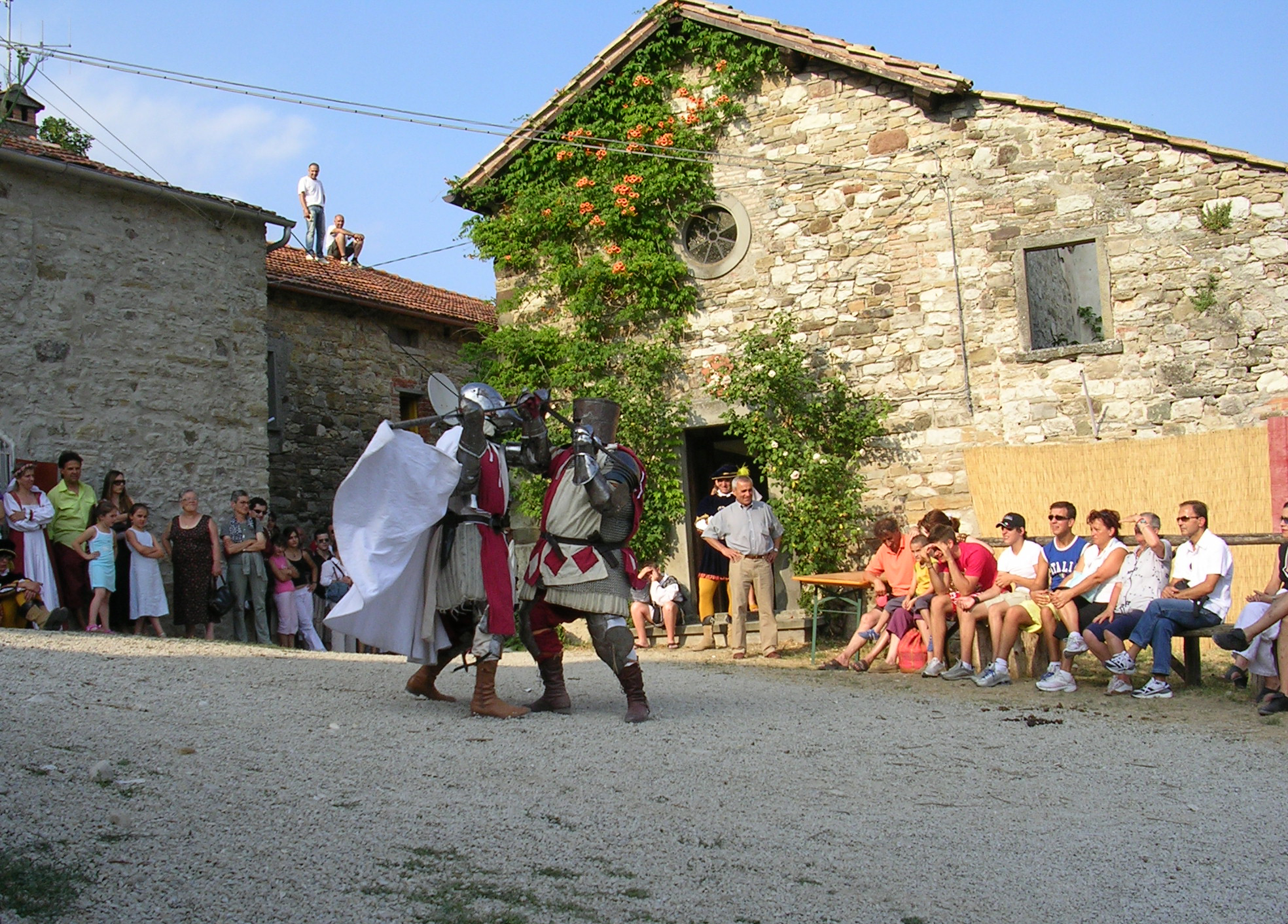
Duello con spada davanti alla chiesa di Sant'Andrea della Torre
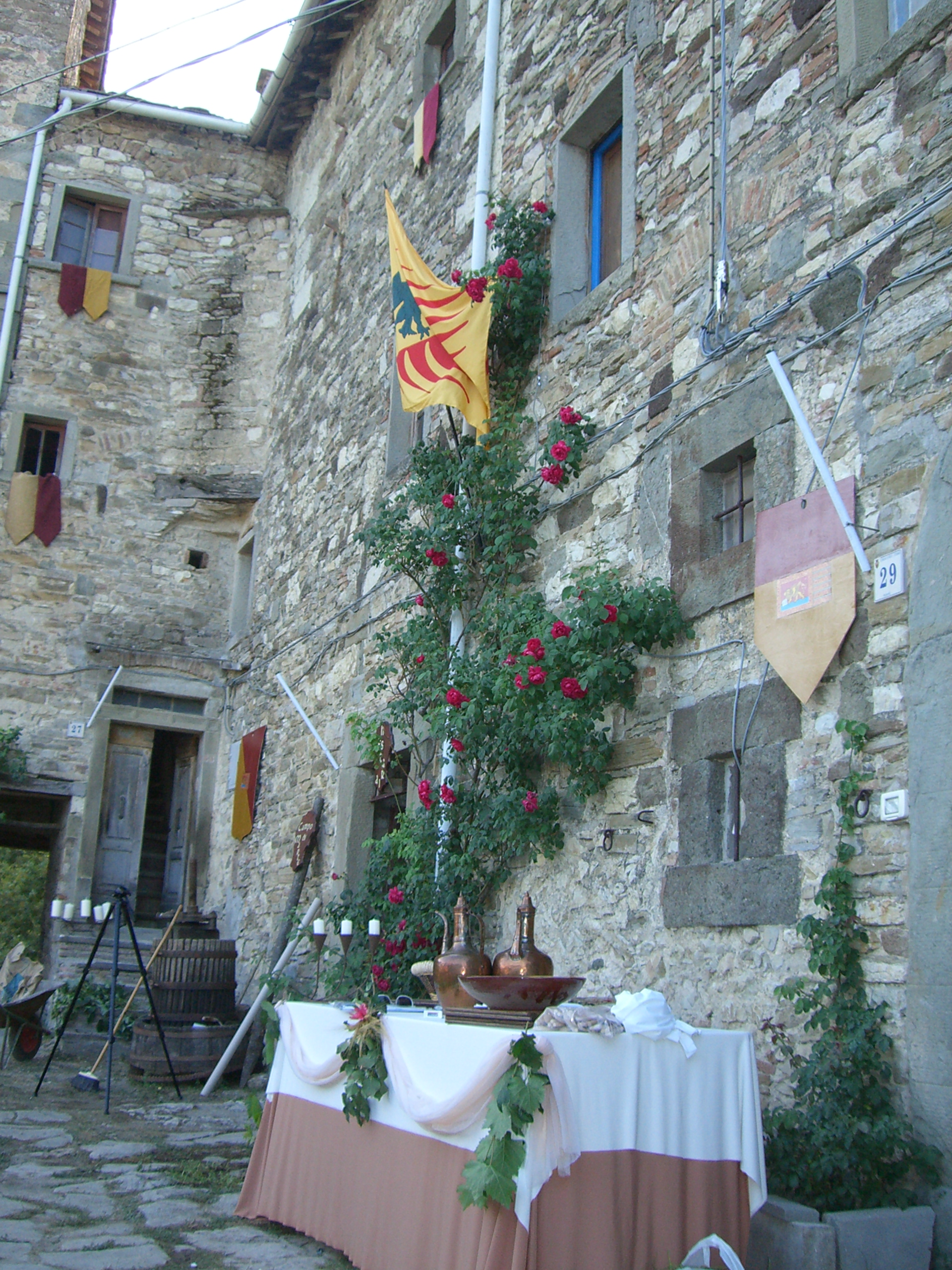
Corte del castello
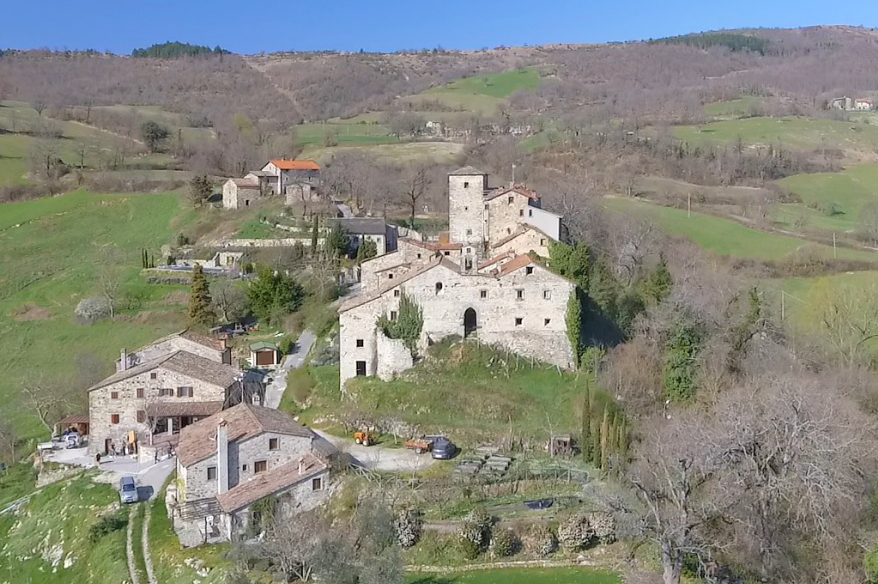
Visione aerea del castello